# Andrzej Mellin
Andrzej Mellin (ur. 7 października 1950 w Suszu) – polski pedagog, reżyser, aktor i scenarzysta.

## Wykształcenie
W 1974 r. ukończył studia na Wydziale Filologii Polskiej Uniwersytetu Warszawskiego, a w 1980 r. studia na Wydziale Reżyserii Państwowej Wyższej Szkoły Filmowej, Telewizyjnej i Teatralnej im. Leona Schillera w Łodzi.

## Praca zawodowa
Trzykrotnie pełnił funkcję dziekana Wydziału Reżyserii Szkoły Filmowej w Łodzi (w latach 1990–1993, 2002–2005 i 2005–2008). W latach 2008–2012 prowadził tam międzynarodowy program reżysersko-producencki dla absolwentów szkół filmowych „Passion to Market”. Następnie był pedagogiem na tej uczelni i prowadził dzienne studia scenariopisarskie. Od 2010 r. współprowadził Kurs dla Kreatywnych Producentów w Szkole Wajdy.
Od 2011 r. członek Polskiej Akademii Filmowej. W 2014 r. ekspert Polskiego Instytutu Sztuki Filmowej. W 2024 r. uhonorowany Krzyżem Kawalerskim Orderu Odrodzenia Polski.

## Filmografia
| - Ich bin ein Danziger (1996) - Szajbus. Film o Wojtku Wiszniewskim (1985) - Ostatnie ślady (1983) - On, ona, oni (1981) - Półwysep Helski (1980) - Calineczka (1978) - Traper (1976) |  | - Ich bin ein Danziger (1996) - Szajbus. Film o Wojtku Wiszniewskim (1985) - Ostatnie ślady (1983) |  | - 300 mil do nieba (1989) – Tadeusz Kwiatkowski, ojciec Grzesia i Jędrka - Historia pewnej miłości (1974) – Edek Wieczorek - Lasst uns frei fliegen über den Garten (1974) – literat na zjeździe (nie występuje w napisach) - Dziewczyna i gołębie (1973) – Włodek, kolega Edka - Iluminacja (1972) – robotnik w fabryce telewizorów opowiadający o akwariach |

## Odznaczenia
- 2013 – Srebrny Krzyż Zasługi[3]
- 1998 – Brązowy Krzyż Zasługi[4]